# Witney
Witney – miasto w Wielkiej Brytanii (Anglia) położone w hrabstwie Oxfordshire, 19 km na zachód od Oksfordu.